# Stachelblättrige Duftblüte
Die Stachelblättrige Duftblüte (Osmanthus heterophyllus) ist eine Pflanzenart aus der Gattung der Duftblüten (Osmanthus) innerhalb der Familie der Ölbaumgewächse (Oleaceae). Sie stammt aus dem zentralen bis südlichen Japan (Honshū, Kyūshū, Shikoku, Ryūkyū-Inseln) und Taiwan. und wird als Zierpflanze verwendet.

## Beschreibung

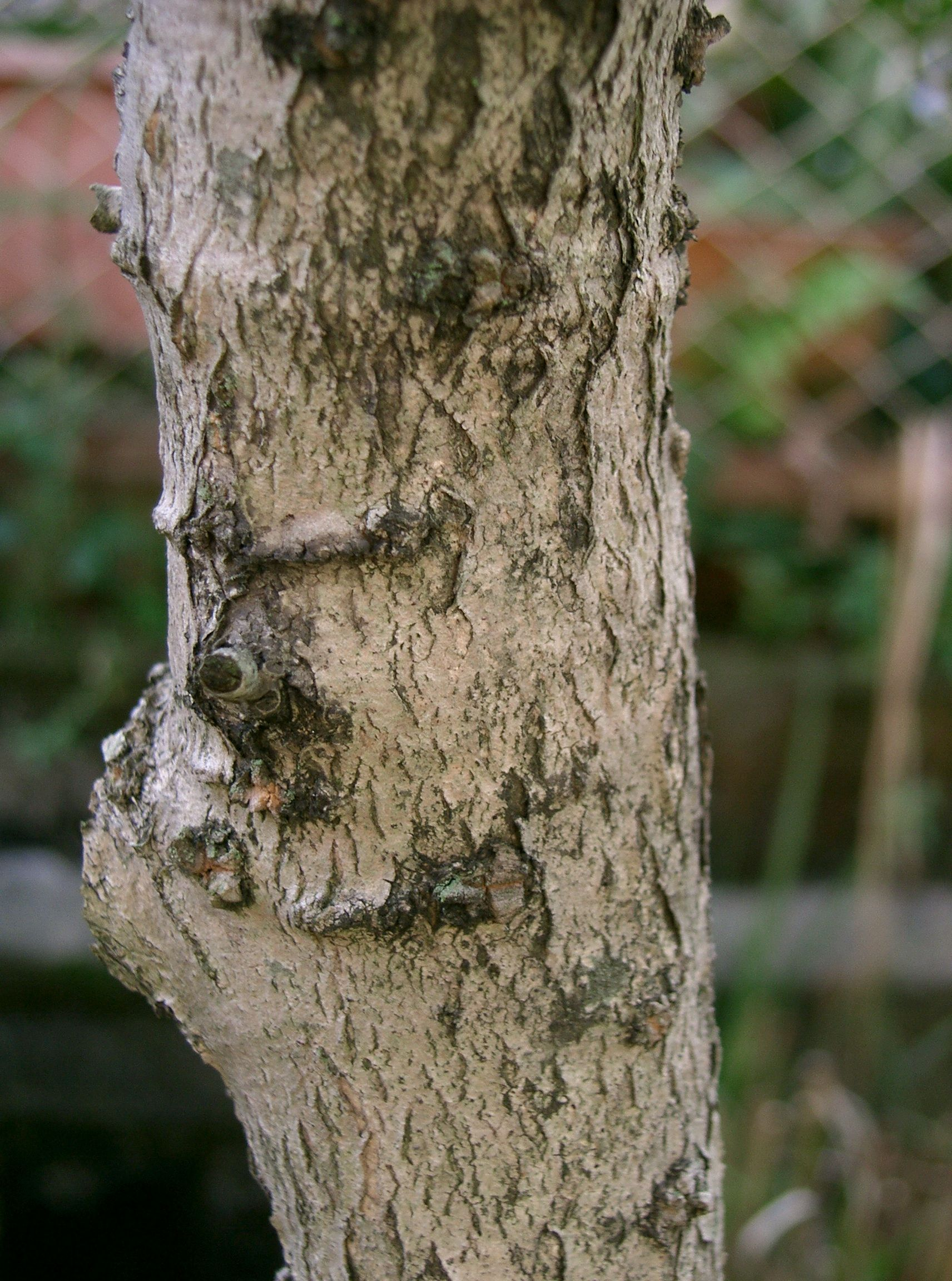
Borke

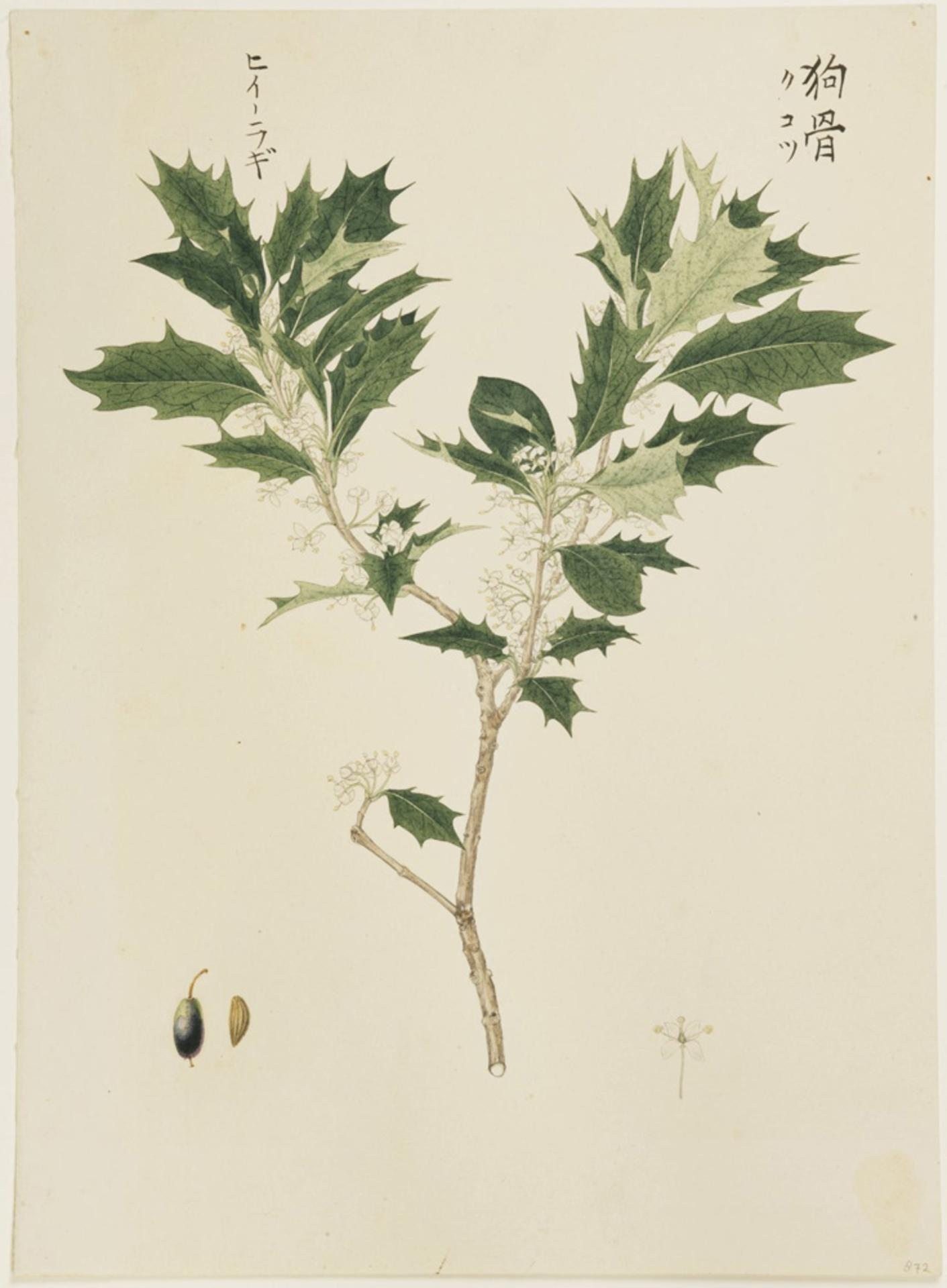
Illustration

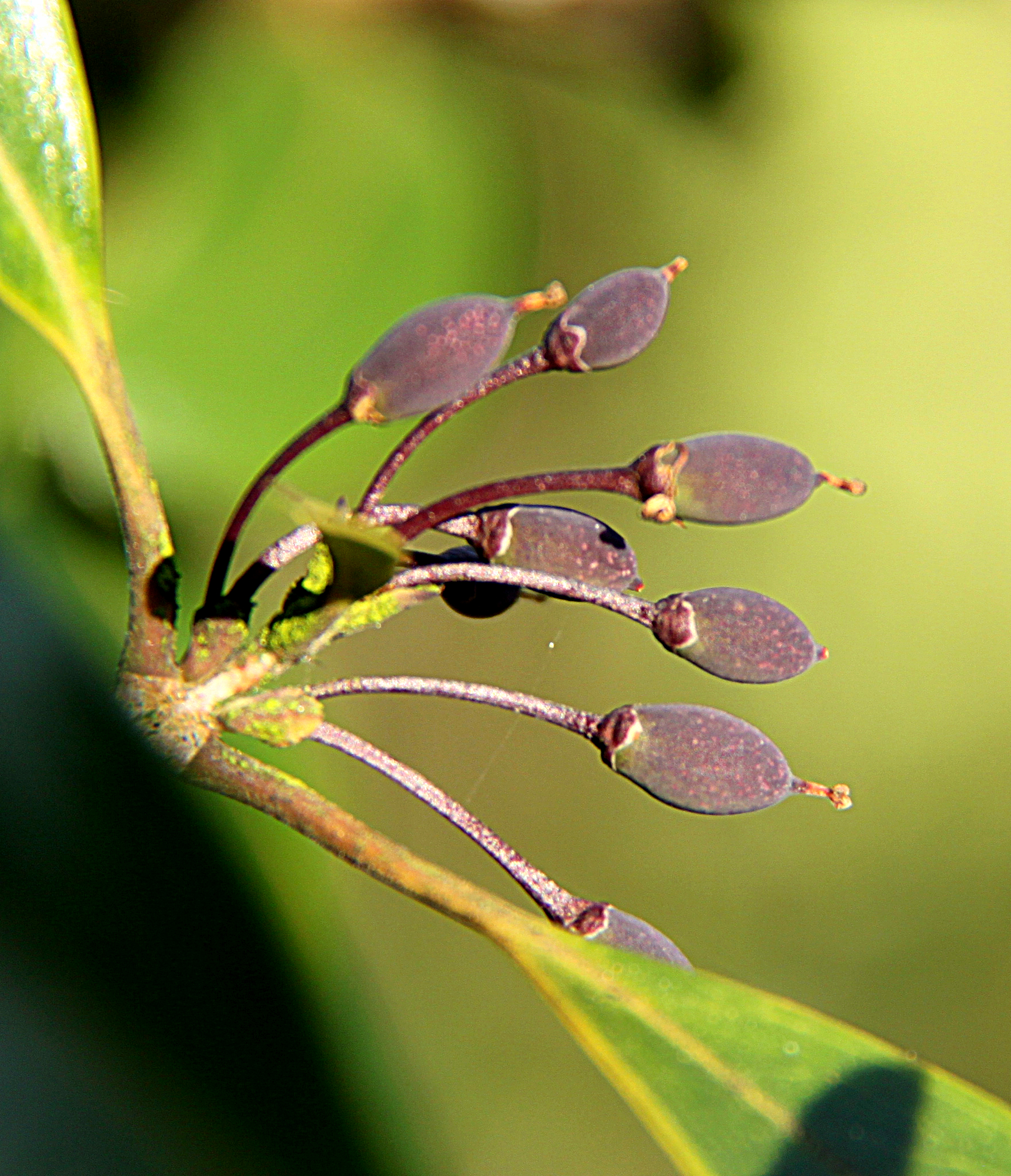
Junge Früchte

### Vegetative Merkmale
Osmanthus heterophyllus wächst als immergrüner Strauch oder kleiner Baum und erreicht Wuchshöhen von 2 bis 8 Metern. Die Krone ist weit ausladend; ältere Exemplare sind etwa so breit, wie sie hoch sind. Die oberirdischen Pflanzenteile sind kahl. Die Borke ist grau oder schwärzlich und zerbricht an alten Pflanzen in kleine Platten. Die Rinde junger Zweige ist anfangs flaumig behaart.
Die gegenständig an den Zweigen angeordneten Laubblätter sind in Blattstiel und -spreite gegliedert. Der flaumig behaarte Blattstiel weist eine Länge von 5 bis 10 Millimetern auf. Die ledrige, oberseits leicht fein behaarte, spitze bis zugespitzte, stachelspitzige Blattspreite ist bei einer Länge von 4,5 bis 6, selten bis zu 7 Zentimetern und einer Breite von 1,5 bis 2,5, selten bis zu 3 Zentimetern elliptisch oder eiförmig bis verkehrt-eiförmig mit spitzer bis keilförmiger Basis. Die Blattflächen sind glänzend grün bis dunkelgrün, auf der Unterseite etwas heller. Der Blattrand ist stachelig an jungen Pflanzen, meist mit ein bis vier großen stacheligen Zähnen, während bei älteren Pflanzenexemplaren die Blätter zunehmend ganzrandig werden. Die Mittelrippe ist auf beiden Blattseiten erhaben. Die Fiedernerven sind auf der Blattunterseite erhaben und auf der -oberseite nur schwach erkennbar.

### Generative Merkmale
Osmanthus heterophyllus ist androdiözisch, also mit männlichen und zwittrigen Pflanzen. Die Blütezeit liegt im Herbst. In den Blattachseln stehen oft einige kurze, zymöse Blütenstände zusammen, die jeweils fünf bis acht Blüten enthalten. Die flaumig behaarten oder kahlen Tragblätter sind bei einer Länge von 2 bis 2,5, selten bis zu 4 Millimetern breit-eiförmig. Der leicht drüsig behaarte oder kahle Blütenstiel weist eine Länge von 5 bis 6 7 bis 12 Millimetern auf.
Die Blüten verströmen einen intensiven, süßen Duft. Die Blüten sind radiärsymmetrisch und vierzählig mit doppelter Blütenhülle. Die vier nur 1 bis 1,5, selten bis zu 2 Millimeter langen Kelchblätter sind glockenförmig verwachsen. Die vier weißen Kronblätter sind kurz verwachsen. Die Kronröhre ist 1 bis 2 Millimeter lang und die länglichen, ausladenden Kronlappen sind 2,5 bis 5 Millimeter lang. Es ist nur ein Staubblattkreis vorhanden. Die zwei relativ kurzen Staubblätter sind am Schlund verwachsen und etwa so lang wie die Kronlappen. Der Fruchtknoten ist oberständig mit kurzem Griffel und zweilappiger Narbe. Die männlichen Blüten besitzen einen reduzierten Pistillode.
Die mit einer Länge von 1,2 bis 2 Zentimetern sowie einem Durchmesser von bis etwa 1 Zentimeter eiförmigen oder ellipsoiden, teils „bereiften“, ein- bis zweisamigen Steinfrüchte mit Griffelresten färben sich bei der Reife im folgenden Sommer blau bis purpur-schwarz. Die harten, schmal-eiförmigen Steinkerne sind rippig, furchig.
Die Chromosomenzahl beträgt 2n = 46.

## Systematik
Die Erstbeschreibung erfolgte 1832 unter dem Namen Ilex heterophylla durch George Don in A General History of the Dichlamydeous Plants, Volume 2, S. 17. Die Neukombination zu Osmanthus heterophyllus (G.Don) P.S.Green wurde 1958 durch Peter Shaw Green in Notes from the Royal Botanic Garden, Edinburgh, Volume 22, 5, S. 508 veröffentlicht. Das Artepitheton heterophyllus bedeutet verschiedenblättrig und bezieht sich auf die unterschiedlichen Blattformen innerhalb der Art.
Weitere Synonyme für Osmanthus heterophyllus (G.Don) P.S.Green sind: Olea aquifolium Siebold & Zucc., Olea ilicifolia Hassk., Olea rotundifolia (H.Jaeger) Entleutner, Osmanthus acutus Masam. & T.Mori, Osmanthus aquifolium (Thunb.) Siebold, Osmanthus bibracteatus Hayata, Osmanthus ilicifolius (Hassk.) Carrière, Osmanthus integrifolius Hayata, Osmanthus myrtifolius G.Nicholson, Osmanthus rotundifolius (H.Jaeger) Dippel.
Von Osmanthus heterophyllus gibt es zwei Varietäten:
- Osmanthus heterophyllus (G.Don) P.S.Green var. heterophyllus: Sie kommt in Taiwan und Japan vor.[1]
- Osmanthus heterophyllus var. bibracteatus (Hayata) P.S.Green (Syn.: Osmanthus bibracteatus Hayata, Osmanthus ilicifolius var. bibracteatus (Hayata) K.Mori): Die Laubblätter sind immer ganzrandig und die langen Kronblätter haben mindestens eine Länge von 5 Millimetern. Es ist ein Endemit in Taiwan.[1]

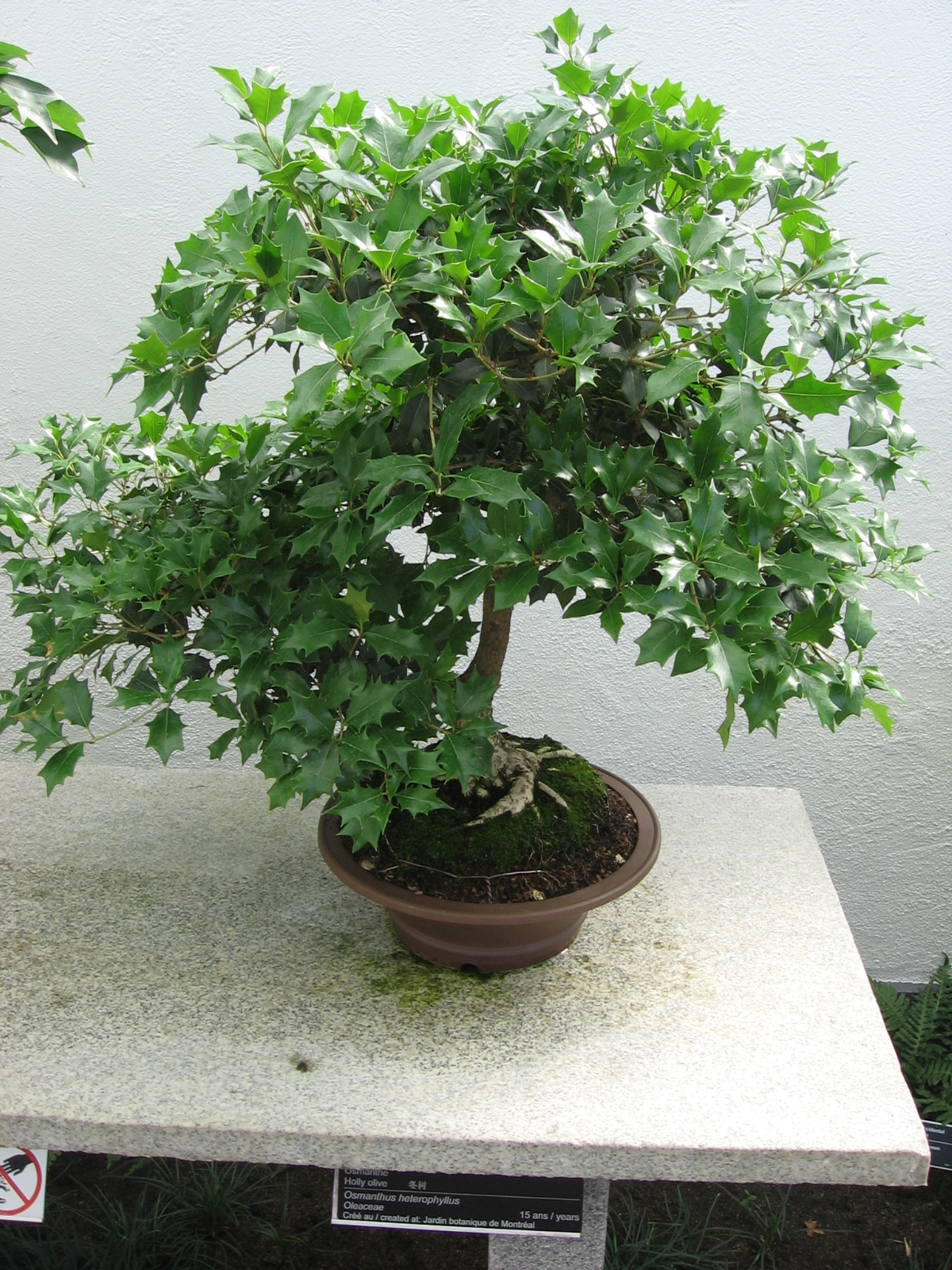
Bonsai-Exemplar

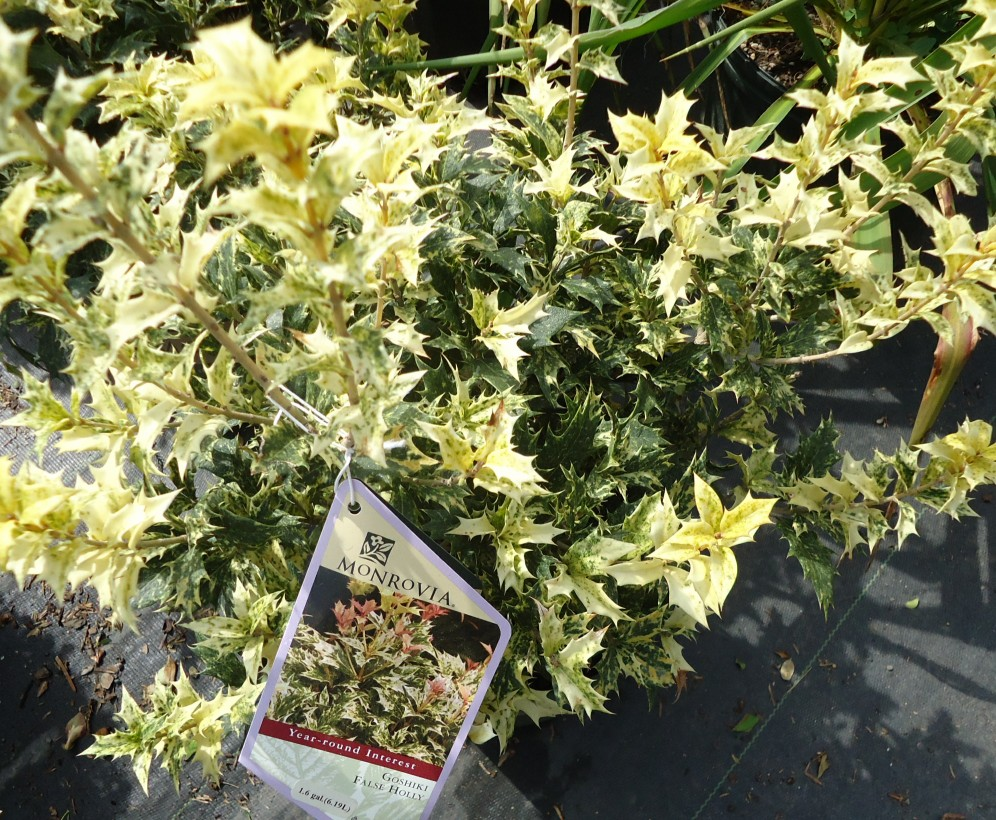
Die panaschierte Sorte ‘Goshiki’ in einer Baumschule

## Trivialnamen
Die deutschsprachigen Trivialnamen Stechpalmen-Osmanthus und Stechpalmen-Zimtblüte verweisen auf die Ähnlichkeit mit den Stechpalmen (Ilex aquifolium u. a.), ein Beispiel von convergenter Evolution. Unterscheiden kann man die Arten ohne Blüten an der Anordnung der Blätter: wechselständig sind sie bei Ilex aquifolium und gegenständig bei Osmanthus heterophyllus.
Einige Trivialnamen in anderen Sprachen sind beispielsweise (Auswahl):
chinesisch 柊樹, Pinyin zhong shu, ヒイラギ, Hiiragi, Hihiragi, engl.: holly osmanthus, holly olive, false holly.

## Nutzung
Sorten von Osmanthus heterophyllus werden als Zierpflanze in Parks sowie Gärten verwendet und beispielsweise als Hecke gepflanzt. Mehrere Cultivare wurden ausgelesen. Es gibt unter anderem die Sorten ‘Aureus’, ‘Goshiki’, ‘Purpureus’, ‘Rotundifolius’ und ‘Subangustatus’. Die Cultivare ‘Gulftide’ und ‘Variegatus’ erwarben den Award of Garden Merit der Royal Horticultural Society.
Eine gärtnerisch erzeugte Hybride von Osmanthus heterophyllus mit Osmanthus fragrans ist Osmanthus × fortunei Carr.
Das Holz wird zur Herstellung von kleinen Möbeln und Spielzeug verwendet.

## Geschichte
Osmanthus heterophyllus wird zweimal im Kojiki, dem ältesten Geschichtswerk Japans erwähnt. Das erste Mal unter dem Namen hihiragi, in Verbindung mit dem Namen einer kami, Hihiragi-no-sono-hana-madzumi-no-kami (übers. etwa: „Gottheit die darauf wartet, die Blüten der “Stechpalme” zu sehen.“). Das Wort madzumi (selten gesehen) beschreibt die Eigenschaft der Pflanze nur selten zu blühen (so die Erklärung von Tominobu). Die zweite Erwähnung geschieht in einer Passage, in der ein Speer aus Stechpalmenholz erwähnt wird. Der Speer mit einer länge von acht Fuß wurde dem Prinzen Yamatotakeru vom Kaiser übergeben, bevor er ausgesandt wurde um den Osten zu unterwerfen. Seine stacheligen und nicht-stacheligen Varianten werden gelegentlich als „männlich“ und „weiblich“ unterschieden, auch wenn dies nichts mit dem natürlichen Geschlecht der Pflanzen zu tun hat.